# Voxeurop
Voxeurop es una página web informativa multilingüe dirigida a un público europeo. Tras su fundación en 2014, pasó a ser la sucesora de Presseurop.

## Historia
Voxeurop se cofundó en junio de 2014. Así se recuperaron los fondos de Presseurop, constituidos por 1700 artículos aproximadamente.
Actualmente, su equipo, que en un principio estaba compuesto esencialmente por voluntarios, cuenta con una red de cincuenta traductores profesionales, así como con periodistas independientes y colaboradores ocasionales.
En 2016, la página recibió 1,25 millones de visitantes individuales, una cifra muy cercana al objetivo establecido en la época de Presseurop.

## Línea editorial

### Publicaciones
Voxeurop conserva las seis grandes categorías que definían la línea editorial de Presseurop: Política, Sociedad, Economía, Ciencia y medioambiente, Cultura e ideas, y UE y mundo.
Los diez idiomas de esta página multilingüe son el inglés, el francés, el alemán, el italiano, el español, el checo, el neerlandés, el polaco, el portugués y el rumano, dirigiéndose así a un público paneuropeo. Sin embargo, los principales son el inglés, el francés, el alemán, el italiano y el español.
Cada día se traduce y se publica una selección de artículos escogida de entre 200 periódicos de la prensa internacional y europea. Asimismo, Voxeurop publica contenidos originales y viñetas, sobre todo en asociación con el Cartoon Movement.
Además de las colaboraciones con 200 medios de comunicación de la prensa internacional y europea centradas en la traducción de artículos, este periódico paneuropeo ha concertado numerosos acuerdos con periódicos franceses y extranjeros para publicar artículos en sus páginas. Algunos ejemplos son Alternatives économiques, Internazionale, Zeit Online, Investigate Europe, Cosmocène y BVC News.

### Independencia
Voxeurop es independiente en el ámbito editorial y financiero. Su objetivo de garantizar su estricta independencia editorial nace de su afiliación a la Carta de Múnich sobre los derechos y los deberes de los periodistas y a la Global Charter of Ethics for Journalists. El respeto de estas se encuentra bajo la supervisión del comité científico. Además, su estatus de sociedad cooperativa de interés colectivo (SCIC) le concede una independencia con respecto a sus accionistas, que son en su mayoría lectores, periodistas y traductores de 23 nacionalidades.

## Organización

### Forma jurídica
Voxeurop se constituyó en un principio como una asociación. Conservó este estatus durante tres años hasta convertirse en una sociedad cooperativa europea (SCE) de prensa en 2017. Dos años más tarde, en 2019, pasó a ser una sociedad cooperativa y participativa (SCOP), antes de transformarse en una sociedad cooperativa de interés colectivo.

## Modelo económico
Su modelo económico yace en el apoyo financiero de sus lectores, tal como en el caso de The Guardian, sin embargo, recurre al uso de la publicidad para los lectores no afiliados. El acceso a la página principal y a ciertos artículos es gratuito, no obstante, la mayor parte del periódico está reservado a aquellos con suscripciones pagas. Para el lector, esta suscripción constituye una garantía de calidad editorial y de independencia verdadera, y ofrece a cambio un acceso a contenido exclusivo, así como la eliminación de los anuncios publicitarios.
Por otra parte, gracias a "Voxeurop services", el periódico extiende sus actividades editoriales al proponer servicios editoriales personalizados y traducciones multilingües hacia todos los idiomas europeos.
Tal como Osservatorio Balcani e Caucaso Transeuropa y Alternatives économiques, Voxeurop recibe de forma accesoria una subvención de la Comisión Europea para la coordinación del proyecto European Data Journalism Network (EDJNet). También es subvencionado por diversas fundaciones europeas, sobre todo la European Cultural Fondation y la IJ4EU (Investigative Journalism for Europe).

## Premios
- Premio del jurado de los European Democratic Citizenship Awards (2015)[31]
- Premio Altiero Spinelli por la difusión del conocimiento sobre Europa (2017)[32]
- Segundo premio al Medio de Comunicación del año de los Good Lobby Awards (2019)[33]

### Artículos relacionados
- Presseurop

- Datos: Q108884001